# Rábano de Aliste
Rábano de Aliste település Spanyolországban,  Zamora tartományban. Rábano de Aliste Trabazos, Viñas, San Vitero, Alcañices és Vimioso községekkel határos. Lakosainak száma 314 fő (2024).

## Népesség
A település népessége az utóbbi években az alábbiak szerint változott:
| Lakosok száma | 480  | 450  | 432  | 436  | 445  | 397  | 389  | 369  | 328  | 314  |
|               | 2001 | 2004 | 2007 | 2009 | 2012 | 2014 | 2017 | 2019 | 2022 | 2024 |